# 앙드레 뱅트루아
앙드레 아르망 뱅트루아(프랑스어: André Armand Vingt-Trois, 1942년 11월 7일 ~ 2025년 7월 18일)는 프랑스 가톨릭교회의 추기경이다. 1999년에서 2005년까지 투르 대교구장을 맡았으며, 파리 대교구장을 맡았다. 2007년 추기경에 서임되었다.

## 약력

### 어린 시절과 사제품
앙드레 뱅트루아는 프랑스 파리에서 아르망과 폴레트 뱅트루아 부부 사이에서 태어났다. 그의 이름 뱅트루아는 한국어로 번역하면 23이라는 숫자인데, 옛날 조상의 이름을 물려받은 것이다. 그 조상은 어린아이 혹은 유아 시절에 버려져서 그 달의 23일째 되는 날에 발견되었기 때문에 뱅트루아라는 이름을 받게 되었다고 한다. 뱅트루아는 파리 가톨릭 대학교에서 윤리 신학 강의 자격증을 받았다. 1968년 10월 부제 서품을 받았으며, 1969년 6월 28일 사제 서품을 받았다.

### 주교품
1988년 6월 25일 뱅트루아는 교황 요한 바오로 2세에 의해 파리 대교구 보좌주교와 티빌리스의 명의주교로 임명되었다. 그의 주교 서품식은 그해 10월 14일 파리 주교좌 성당인 노트르담 드 파리 대성당에서 거행되었다. 나중에 뱅트루아는 1999년 4월 21일 투르 대교구장 주교로 임명되었으며, 2005년 1월 11일 파리 대교구장 주교로 임명되었다. 그는 같은 해 3월 5일 파리 대교구장으로 정식으로 착좌하였다. 2007년 11월 5일 뱅트루아는 3년 임기의 프랑스 가톨릭 주교회의의 의장으로 선출되었다.

### 추기경
2007년 11월 24일 뱅트루아는 교황 베네딕토 16세에 의해 산 루이지 데이 프란체시 성당의 사제급 추기경으로 서임되었다. 2008년 6월 12일 뱅트루아는 교황청 가정평의회 소속 주교위원회원이 되었으며, 2010년 1월 2일에는 교황청 성직자성의 위원이 되었다.

### 교황 콘클라베 후보
앙드레 방트루아 추기경은 2022년 11월 7일자로 80세가 되어 교황 선출을 위한 콘클라베 참여 자격을 상실하였으므로, 2025년 콘클라베에는 참여하지 않았다.

## 사망
2025년 7월 18일 향년 82세로 선종하였다.

## 같이 보기
- 프랑스의 로마 가톨릭교회